# Jimmy Oliver
Jimmy Allen Oliver (Manifee, Arkansas, 12 de julio de 1969) es un jugador de baloncesto estadounidense.

## Trayectoria
- High School. Morrilton, Arkansas.
- 1987-88 NCAA. Perdue. No juega.
- 1988-91 NCAA. Perdue.
- 1991-92 NBA. Cleveland Cavaliers.
- 1992-93 CBA. Sioux Falls Skyforce. Juega 15 partidos.
- 1992-93 ACB. OAR Ferrol. Entra por John Pelphrey.
- 1993-94 NBA. Boston Celtics. Firma como agente libre.
- 1994-95 ACB. Club Baloncesto Salamanca. Entra por Todd Mitchell en diciembre.
- 1995-96 CBA. Rockford Lightning. Juega tres partidos.
- 1995-96 CBA. San Diego Wildcards.
- 1995-96 CBA. Oklahoma City Cavalry. Firma tras la desaparición de San Diego Wildcards.
- 1996-97 LNB. FRA. SLUC Nancy.
- 1996-97 CBA. Oklahoma City Cavalry.
- 1996-97 NBA. Toronto Raptors. Firma un contrato de diez días.
- 1996-97 CBA. Quad City Thunder.

- 1997-98 NBA. Washington Wizards.
- 1997-98 ACB. CB Ciudad de Huelva. Entra por Jeff Martin.
- 1998-99 LEGA. ITA. Ducato Siena. Entra por Henry Turner en diciembre.
- 1998-99 NBA. Phoenix Suns. Firma un contrato de diez días tras acabar la LEGA.
- 1999-00 HEBA. GRE. Iraklio Creta. Entra por Willie Burton en diciembre.
- 2000-03 HEBA. GRE. Maroussi BC.
- 2003-04 RSL. RUS. MBC Dinamo Moscú.
- 2004-05 A1. CRO. KK Split.
- 2005-06 1. SKL. ESL. KK Olimpija.
- 2006-07 HEBA. GRE. Apollon Patras B.C..

## Internacionalidades
Internacional con Estados Unidos. Participó en Mundial de Baloncesto 1998, consiguiendo la medalla de bronce. Los jugadores profesionales de la NBA no participaron en este mundial, debido a problemas laborales en su liga, y los norteamericanos seleccionaron jugadores profesionales que jugaban por entonces en Europa, CBA y NCAA.

## Palmarés
- Mundial de Grecia 1998. Estados Unidos. Medalla de Bronce.
- 2000-01 Copa Saporta. BC Maroussi Atenas. Campeón.